# تپه بدربان
تپه بدربان مربوط به دوران پیش از تاریخ ایران باستان تا دوران‌های تاریخی پس از اسلام است و در استان کرمانشاه شهرستان صحنه، بخش صحنه، روستای بدربان واقع شده و این اثر در تاریخ ۷ مهر ۱۳۸۱ با شمارهٔ ثبت ۶۴۵۲ به‌عنوان یکی از آثار ملی ایران به ثبت رسیده است.